# Pont de Podolí
Le pont de Podolí (autrefois pont Klement Gottwald) est un pont routier en béton armé sur la Vltava, dans le district de Písek, en Bohême-du-Sud. Il est construit sur la route qui relie Tábor à Písek ; il se trouve entre les villages de Podolí I et Temešvár.

## Histoire et caractéristiques du pont

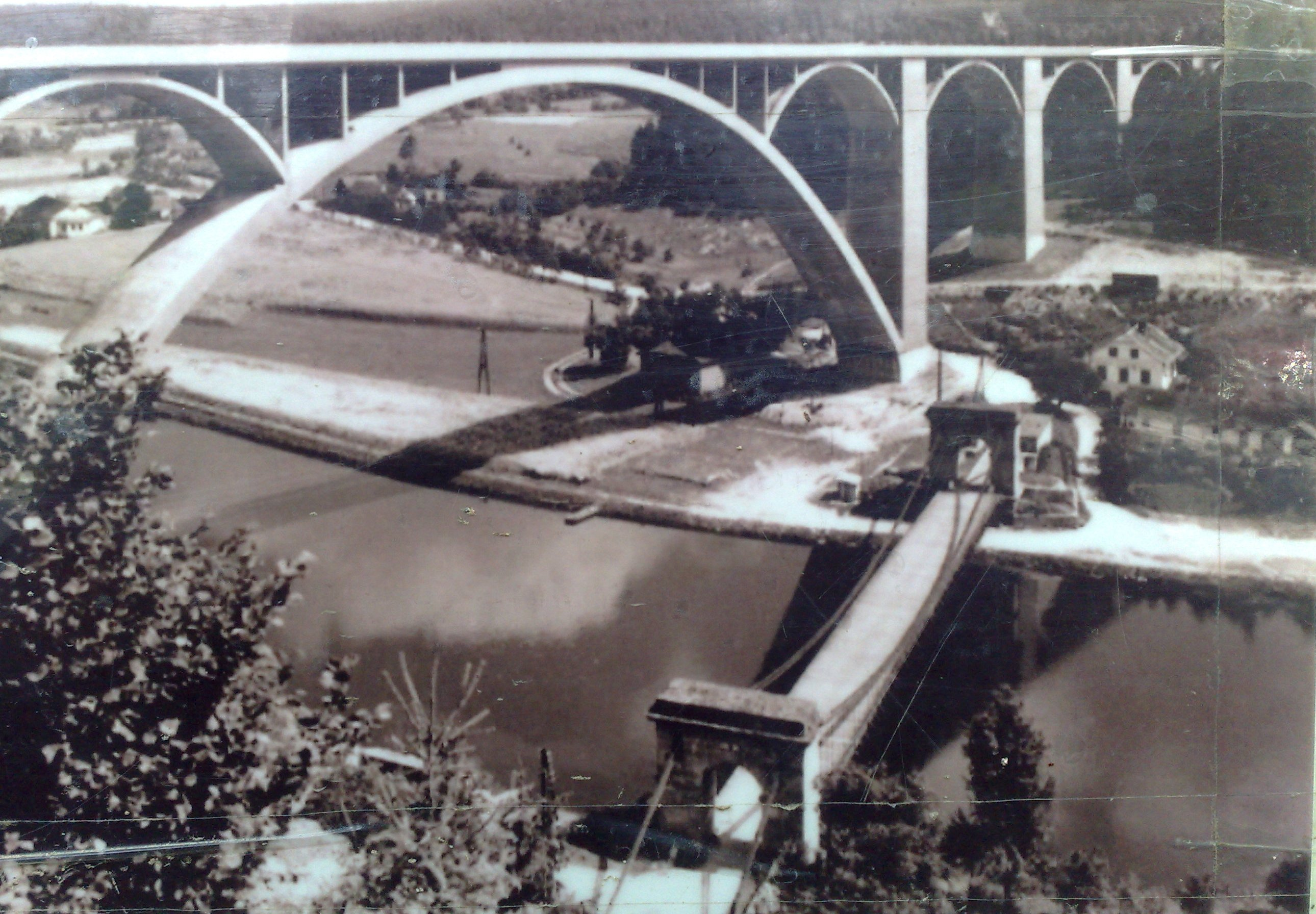
Le pont de Podolí et l'ancien pont à chaines avant son déplacement.

Le pont est construit entre les années 1939 et 1943, pour remplacer le vieux pont à chaînes de style Empire édifié en 1848. En 1960, ce dernier est, lors de la construction du barrage d'Orlik, démonté et déplacé sur la Lužnice, à Stádlec, où il est désormais connu sous le nom de pont de Stádlec ("Stádlecký Most").
En 1937, la conception de ce nouveau pont est récompensée lors de l'exposition d'architecture à Paris, où il reçoit la médaille d'Or. À l'époque, il est  baptisé "Le beau pont d'Europe" (Krásný most Evropy). Il remporte d'autres prix en 1939, notamment lors d'une exposition à Liège. Le projet est réalisé par V. Janák, J. Brebera et L. Pacholík, en collaboration avec l'ingénieur J. Blažek.
Lors de la Seconde Guerre mondiale, le pont devient un important nœud routier.
Les deux rives de la Vltava constituent par ailleurs, en 1945, la ligne de démarcation entre les zones américaine et soviétique lors de la libération de la Tchécoslovaquie. En avril et mai 1945, il sert de voie d'évacuation des troupes allemandes faites prisonnières par l'armée américaine. Les soldats américains attendent ici deux semaines, en mai 1945, l'arrivée des troupes soviétiques .
En l'an 2000, une plaque commémorative est dévoilée,.

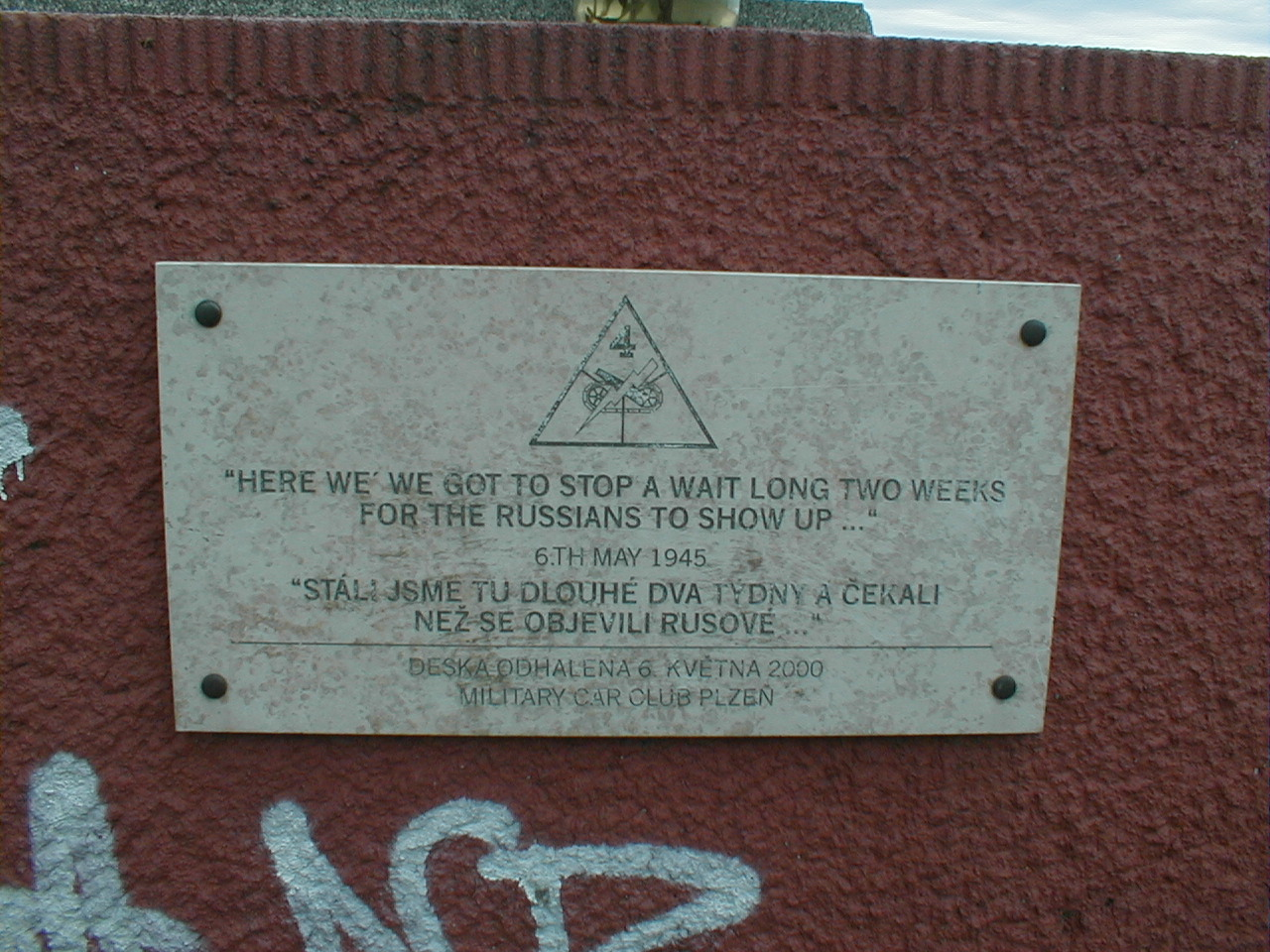
Plaque commémorative

Peu de temps après la libération, le pont devient témoin de crimes contre l'humanité commis par les troupes soviétiques. Sur la rive droite sont en effet internés des soldats allemands de la Luftwaffe, avec leurs familles. Les femmes et les filles sont victimes d'abus, beaucoup d'entre elles se suicident avec leurs maris et pères. En 2011, elles font partie des victimes exhumées par l'ONG allemande Volksbund Deutsche Kriegsgräberfürsorge e.V..

## Données techniques
Le pont est long de 510,20 m et est composé de plusieurs arches, dont la plus grande a une portée de 150,20 m et une hauteur de 36,65 m. Six piles sont plantées sur la rive droite du fleuve, deux seulement sur la rive gauche. La largeur de pont est de 8,5 m (6,5 m de chaussée et 1+1 m en guise de trottoirs). La route se trouve à une hauteur de 55 à 65 m au-dessus de la rivière.
La largeur de la voûte au sommet de l'arc est de 7,5 mètres, la courbure de l'arche est de 41,8 mètres, son épaisseur de 2 m. L'arc principal porte deux petits arcs en plein cintre de même largeur (7,5 mètres) et de 0,75 mètre d'épaisseur. La courbure des huit petites arches est de 9,8 mètres.
La construction du pont nécessite 1 200 tonnes d'armature en acier, de 6 920 tonnes de ciment et de 6 300 m3 de bois. Un total de 20 900 tonnes de béton est coulé. Le pont à l'époque de sa construction coûte 26 millions de couronnes tchèques.